# Edeltraut Felfe
Edeltraut Felfe (* 28. April 1943 in Pless als Edeltraut Mücke) ist eine deutsche Juristin und ehemalige Hochschullehrerin.

## Leben
Felfe studierte Staats- und Rechtswissenschaften an der Karl-Marx-Universität Leipzig. Nach der Promotion A (1968: Bewegung, Erscheinungsformen, Ursachen und Differenzierungen der Unfallkriminalität im Großstadtverkehr. Dargestellt am Unfallgeschehen der Stadt Leipzig) war sie Staatsanwältin. Nach der Promotion B (1974: Das Dilemma der Theorie vom „Wohlfahrtsstaat“, dargestellt am Beispiel Schwedens. ein Beitrag zur Kritik der Wohlfahrtsstaatstheorie) an der Ernst-Moritz-Arndt-Universität Greifswald erhielt sie dort den Lehrstuhl für Staat und Recht in Nordeuropa, den sie bis zu ihrer Kündigung 1992 innehatte. Danach war sie als Rechtsanwältin tätig.
Felfe gehört dem Ältestenrat der Partei Die Linke an.

## Schriften (Auswahl)
- Das Dilemma der Theorie vom „Wohlfahrtsstaat“. Eine Analyse des „schwedischen Modells“ (=Beiträge zur Kritik der bürgerlichen Ideologie und des Revisionismus). Deutscher Verlag der Wissenschaften, Berlin 1979, OCLC 25275489.
- Herausgeberin mit Wolfgang Fritsch: Die bürgerlichen Parteien im staatsmonopolistischen Herrschaftssystem der nordeuropäischen Länder : Dokumentation aussenpolit. Positionen (= Wissenschaftliche Beiträge zur Nordeuropa-Forschung). Ernst-Moritz-Arndt-Universität, Greifswald 1982.
- Entwurf für ein sozialeres Europa? (= Zum Entwurf eines Vertrages über eine Verfassung für Europa, 1. Folge. Europäisches Friedensforum, Nummer 6). Gesellschaft zum Schutz von Bürgerrecht und Menschenwürde, Berlin 2004, OCLC 1188172128.
- Chancen für mehr Demokratie? (= Zum Entwurf eines Vertrages über eine Verfassung für Europa, 3. Folge. Europäisches Friedensforum, Nummer 9). Gesellschaft zum Schutz von Bürgerrecht und Menschenwürde, Berlin 2004, OCLC 1188091750.
- Herausgeberin: Warum? Für wen? Wohin? : 7 Jahre PDS Mecklenburg-Vorpommern in der Regierung. GNN-Verlag, Schkeuditz 2008, ISBN 978-3-89819-209-5.
- Das schwedische Modell. Ein Wohlfahrtsstaat als Zukunftsprojekt? GNN-Verlag, Schkeuditz 2008, ISBN 978-3-89819-287-3.